# Cistothorus
Cistothorus är ett fågelsläkte i familjen gärdsmygar inom ordningen tättingar. Släktet omfattar fem arter som förekommer i stora delar av Nord- och Sydamerika, från södra Kanada till Falklandsöarna:
- Starrgärdsmyg (C. stellaris)
- Gräsgärdsmyg (C. platensis)
- Méridagärdsmyg (C. meridae)
- Bogotágärdsmyg (C. apolinari)
- Kärrgärdsmyg (C. palustris)